# Hoher Stein (Dresden)

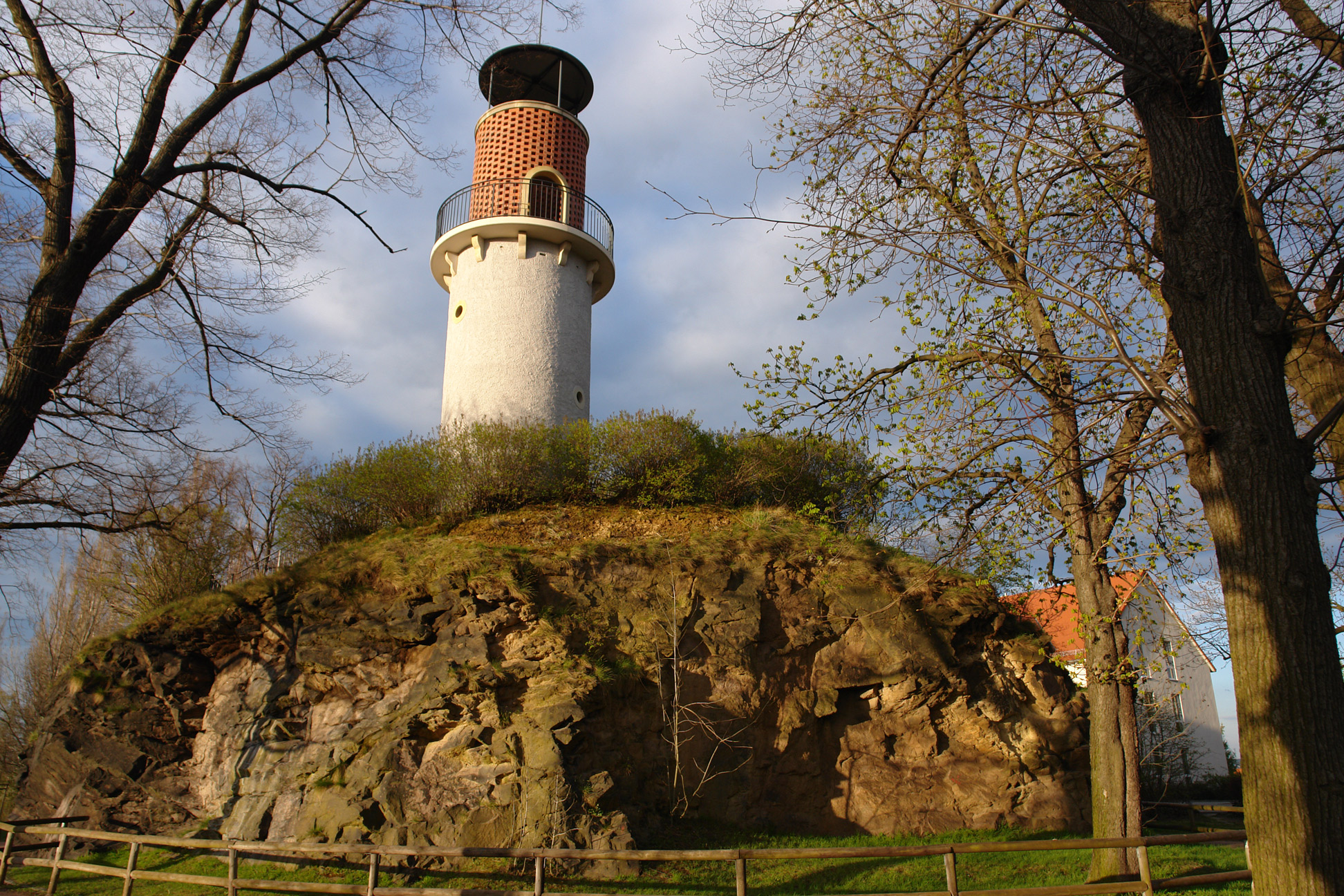
Aussichtsturm auf dem Hohen Stein

Als Hoher Stein wird ein Felsen mit einem Aussichtsturm oberhalb des Plauenschen Grundes im Dresdner Stadtteil Plauen bezeichnet. Wegen seiner geologischen Besonderheiten steht der Hohe Stein als Naturdenkmal unter staatlichem Schutz.

## Geschichte

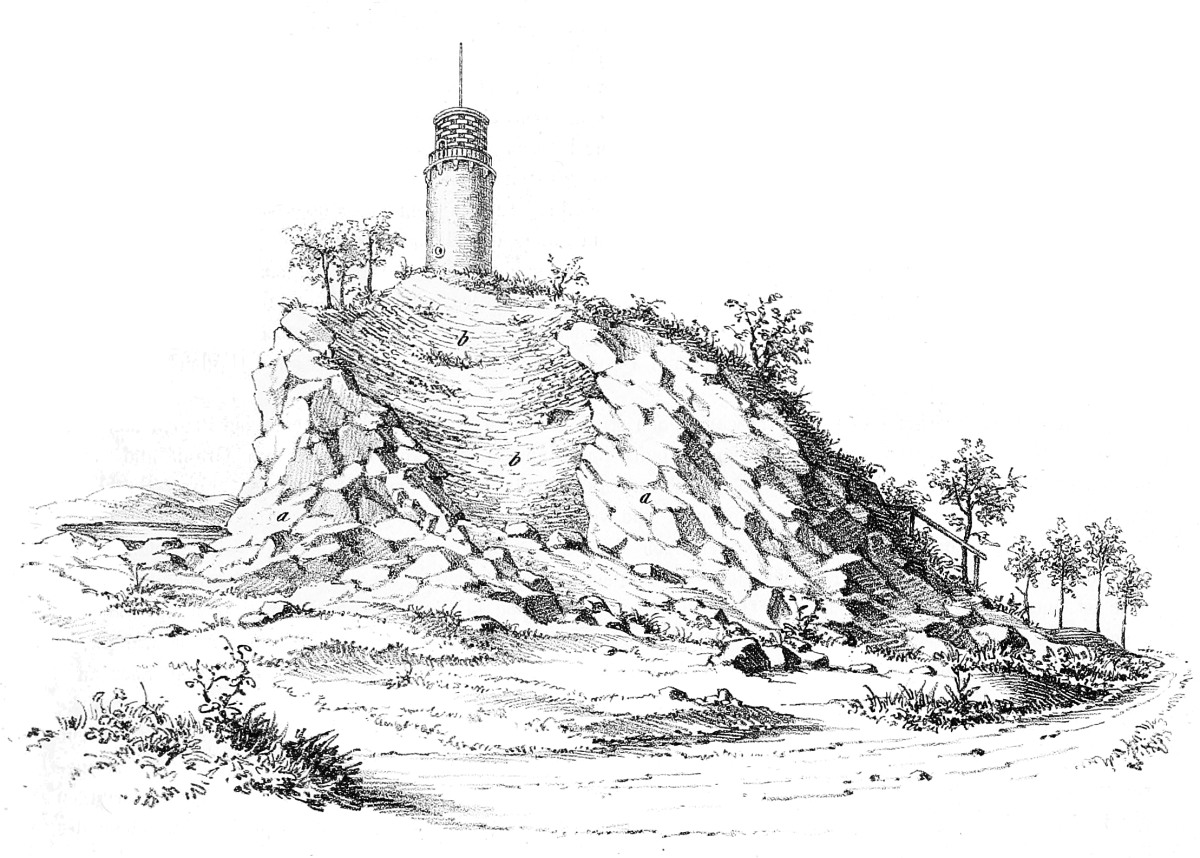
Aussichtsturm Frohbergs Burg auf Monzonit (a) und kreidezeitlichen Meeresablagerungen (b), um 1875.

Besiedelt war das Areal um den Hohen Stein schon in vorgeschichtlicher Zeit. Im Mittelalter bestand am Hohen Stein wahrscheinlich ein Kalvarienberg.
Das Gebiet um den Hohen Stein wurde 1640 beim Handel um ein dortiges Ackergrundstück beschrieben. Die Eintragung lautete: „aufm Plauenschen Berge beim großen Stein“. Im 19. Jahrhundert wurde am Hohen Stein ein Steinbruch betrieben, der 1862 von Friedrich August Frohberg für 600 Taler käuflich erworben wurde. Frohberg eröffnete 1862 seine Gastwirtschaft „Zum Hohen Stein“ und ließ 1864 auch den noch heute bestehenden steinernen Aussichtsturm errichten. 1882 wurden die nahe dem Hohen Stein gelegenen Felsriffe über dem Plauenschen Grund als Aussichtspunkte für Besucher zugänglich gemacht. Im Areal nördlich des Felsens entstand 1906 als einer der vier Bienertparks der Obere Bienertpark.

### Aussichtsturm
Der 12 m hohe Aussichtsturm Hoher Stein trug anfangs den Namen nach seinem Erbauer, Schmiedemeister Friedrich August Frohberg, der 1864 zu Ehren des Königs Friedrich August II. am Turm eine Büste des Königs anbringen ließ mit der Inschrift: Frohbergs Burg 1864. Später wurde er im Volksmund Hoher Stein genannt. 1928 wurde das damals typische Lochmauerwerk am Turm geschlossen und ein Stahlbetondach aufgesetzt. Zu Zeiten der DDR verfielen der Aussichtsturm und die ihn umgebenden Parkanlagen zusehends. Selbst nach der politischen Wende 1989 änderte sich zunächst nicht viel, sodass der Turm 1996 gesperrt werden musste. Erst 2003 wurden umfangreiche Sanierungsarbeiten mit Mitteln des Europäischen Fond für regionale Entwicklung (EFRE) im Rahmen des Stadtentwicklungskonzeptes Weißeritz und Geldern des Grünflächenamtes der Stadt Dresden durchgeführt. Im Dezember 2003 wurde der Turm wiedereröffnet und ist seither mit der 9,5 m hohen Aussichtsplattform wieder ein beliebtes Ziel der Dresdner und ihrer Gäste.
„Gedenkstein“ und „Aussichtsturm“ sind heute als Kulturdenkmal geschützt.

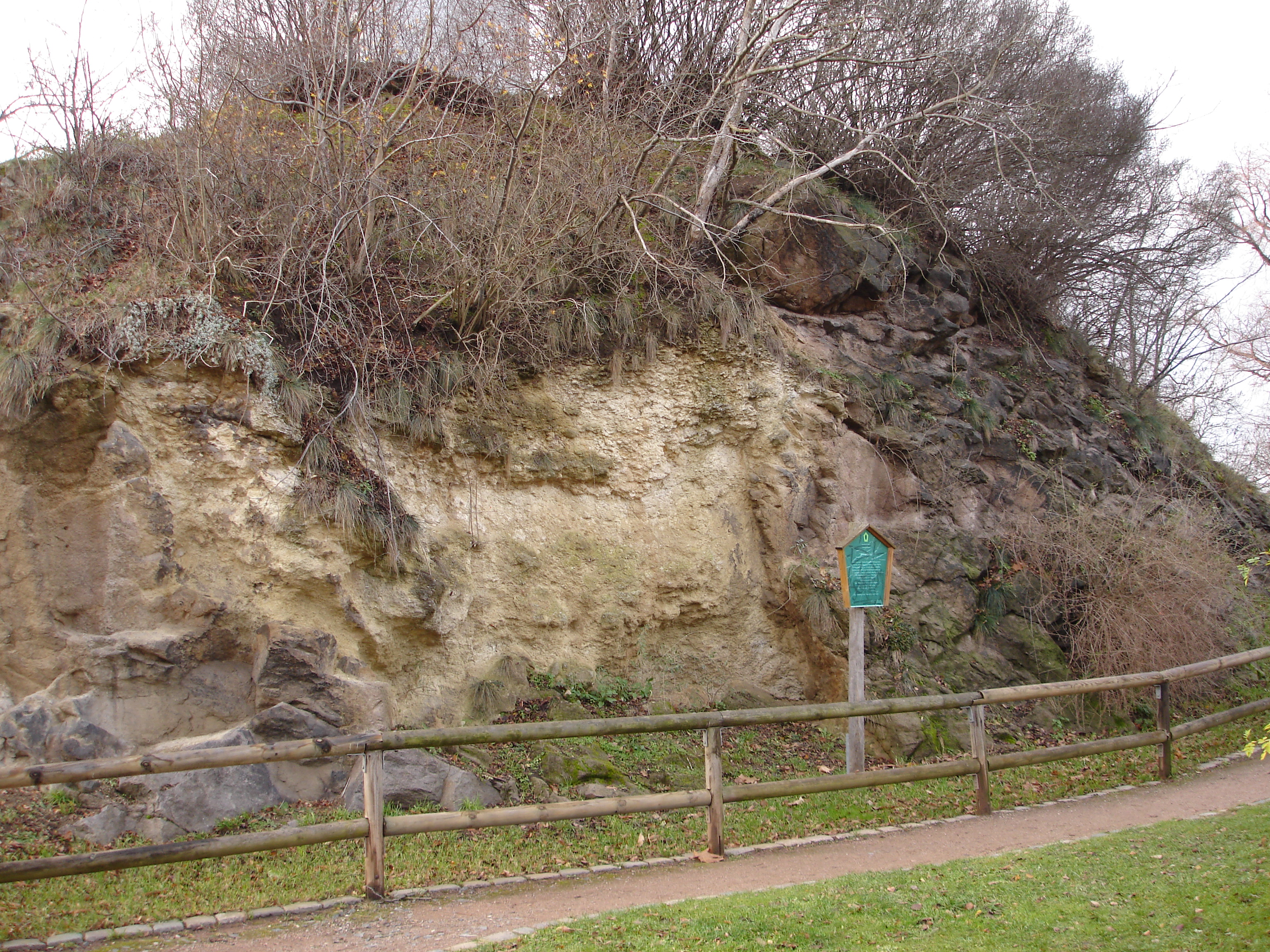
Kreidesedimente am Hohen Stein

## Geologie
Der aus Monzonit (Syenit, Syenodiorit) bestehende Felsen enthält eine durch  Auskolkung entstandene Brandungstasche. Sie ist mit Monzonitgeröllen und Mergeln gefüllt und enthält zahlreiche Makro- und Mikrofossilien des oberen Cenomans. Diese zeugen von einem flachen, küstennahen Bereich im Meer der Oberkreide.